# 117e méridien est
En géographie, le 117e méridien est est le méridien joignant les points de la surface de la Terre dont la longitude est égale à 117° est.

## Géographie

### Dimensions
Comme tous les autres méridiens, la longueur du 117e méridien correspond à une demi-circonférence terrestre, soit 20 003,932 km. Au niveau de l'équateur, il est distant du méridien de Greenwich de 13 024 km,.
Avec le 63e méridien ouest, il forme un grand cercle passant par les pôles géographiques terrestres.

### Régions traversées
En commençant par le pôle Nord et descendant vers le sud au pôle Sud, Le 117e méridien est passe par:
| Coordonnées           | Pays, territoire ou mer  | Notes |
| --------------------- | ------------------------ | --- |
| 90° 00′ N, 117° 00′ E | Océan Arctique           | |
| 78° 42′ N, 117° 00′ E | Mer de Laptev            | |
| 73° 37′ N, 117° 00′ E | Russie                   | République de Sakha Oblast d'Irkoutsk — à partir de 60° 08′ N, 117° 00′ E Kraï de Transbaïkalie — à partir de 56° 48′ N, 117° 00′ E |
| 49° 43′ N, 117° 00′ E | Chine                    | Mongolie Intérieure |
| 47° 51′ N, 117° 00′ E | Mongolie                 | |
| 46° 21′ N, 117° 00′ E | Chine                    | Mongolie Intérieure Hebei – à partir de 42° 25′ N, 117° 00′ E Beijing – à partir de 40° 40′ N, 117° 00′ E Hebei – à partir de 40° 00′ N, 117° 00′ E Tianjin – à partir de 39° 36′ N, 117° 00′ E Hebei – à partir de 38° 40′ N, 117° 00′ E Shandong – à partir de 37° 50′ N, 117° 00′ E, passe par Jinan (à 36° 39′ N, 116° 58′ E) Jiangsu – à partir de 34° 43′ N, 117° 00′ E Anhui – à partir de 34° 15′ N, 117° 00′ E Jiangxi – à partir de 29° 40′ N, 117° 00′ E Fujian – à partir de 27° 07′ N, 117° 00′ E Guangdong – à partir de 23° 45′ N, 117° 00′ E, continent et Xian de Nan'ao |
| 23° 25′ N, 117° 00′ E | Mer de Chine méridionale | Passe par les Îles Spratly disputées par 4 pays riverains. |
| 8° 06′ N, 117° 00′ E  | Philippines              | Balabac |
| 23° 25′ N, 117° 00′ E | Mer de Chine méridionale | détroit de Balabac |
| 7° 21′ N, 117° 00′ E  | Malaisie                 | Sabah – Île de Balambangan |
| 7° 17′ N, 117° 00′ E  | Mer de Chine méridionale | Baie de Marudu |
| 6° 47′ N, 117° 00′ E  | Malaisie                 | Sabah – île de Borneo |
| 4° 21′ N, 117° 00′ E  | Indonésie                | Kalimantan du Nord Kalimantan oriental Future Capitale de l'Indonésie Kalimantan oriental (Balikpapan) |
| 1° 12′ S, 117° 00′ E  | Détroit de Macassar      | |
| 4° 29′ S, 117° 00′ E  | Mer de Java              | |
| 7° 27′ S, 117° 00′ E  | Mer de Bali              | |
| 8° 24′ S, 117° 00′ E  | Indonésie                | Île de Sumbawa |
| 9° 06′ S, 117° 00′ E  | Océan indien             | |
| 20° 39′ S, 117° 00′ E | Australie                | Australie-Occidentale |
| 35° 02′ S, 117° 00′ E | Océan indien             | Les autorités australiennes considèrent cette zone comme partie de l'Océan Austral, |
| 60° 00′ S, 117° 00′ E | Océan Austral            | |
| 66° 49′ S, 117° 00′ E | Antarctique              | Territoire antarctique australien, Territoires revendiqués par l' Australie |